# Тугріна
Тугріна (словац. Tuhrina) — село в окрузі Пряшів Пряшівського краю Словаччини. Площа села 13,26 км². Станом на 31 грудня 2016 року в селі проживало 493 жителі.

## Історія
Перші згадки про село датуються 1397 роком.

## Населення
| Рік:            | 1994. | 2004.    | 2014.   | 2024.    |
| --------------- | ----- | -------- | ------- | -------- |
| Кількість осіб: | 381   | 435      | 471     | 554      |
| Різниця:        |       | +14,17 % | +8,27 % | +17,62 % |

| Рік:            | 2023. | 2024.   |
| --------------- | ----- | ------- |
| Кількість осіб: | 551   | 554     |
| Різниця:        |       | +0,54 % |